# Estádio Municipal “Raimundão”
Estádio Municipal „Raimundão” – stadion piłkarski, w Barra do Bugres, Mato Grosso, Brazylia, na którym swoje mecze rozgrywa klub Santa Cruz Esporte Clube.